# Trienio
Un trienio es un periodo de tiempo equivalente a 3 años.
Etimológicamente proviene del prefijo tri (tres) y el vocablo latino anno (año). De los eventos que ocurren cada tres años se dice que son trienales. También se denomina trienio al incremento en el salario correspondiente a cada tres años de servicio.
Si nos referimos a la Administración Pública española, un trienio es una retribución mensual por cada tres años de servicio. Según el grupo al que pertenezca el funcionario así será su cuantía. Dicho importe viene establecido en la Ley de Presupuestos Generales del Estado. 
Hay dos periodos en la historia de España conocidos como «trienios»:
- El Trienio Liberal y
- el Trienio Bolchevique

En la historia de Venezuela es conocido el «trienio adeco» o «trienio democrático»: Véase Unión Republicana Democrática#El trienio adeco y Partido Comunista de Venezuela#Trienio adeco.